# Curtis Lofton
Pour les articles homonymes, voir Lofton.
(en) Statistiques sur pro-football-reference
Curtis Lofton, né le 9 juin 1986 à Kingfisher (Oklahoma), est un joueur américain de football américain évoluant au poste de linebacker.
Étudiant à l'Université d'Oklahoma, il joua pour les Oklahoma Sooners.
Il fut drafté en 2008 à la 37e place (deuxième tour) par les Falcons d'Atlanta. En 2012, il rejoint les Saints de La Nouvelle-Orléans.